# Eleição municipal de Mogi Guaçu em 2020
A eleição municipal de Mogi Guaçu ocorreu no dia 15 de novembro de 2020, no estado de São Paulo, Brasil. Foi determinada apenas no primeiro turno e o prefeito Rodrigo Falsetti, do Cidadania, foi eleito com 36,61% dos votos (25.099 dos votos válidos), junto ao seu vice Major Tuckumantel. O segundo candidato mais votado, Daniel Rossi do Partido Liberal (PL), obteve 22,16% dos votos (15.191 dos votos válidos). Além do cargo de prefeito, foram escolhidos também pela população guaçuana 11 vereadores. Os candidatos à Câmara de Vereadores totalizam 255 e os candidatos à Prefeitura totalizam 6.

## Antecedentes
Desde 2017, Rodrigo Falsetti foi vereador da cidade de Mogi-Guaçu. No entanto, desde 2019, atuou como presidente da Câmara de Vereadores de Mogi Guaçu

## Dados eleitorais (candidaturas)
A tabela abaixo mostra a quantidade de candidatos de cada partido participando das Eleições de 2020 em Mogi Guaçu (contando com candidatos à vereador, prefeito e vice).
| Partido       | Quantidade de Candidatos |
| ------------- | ------------------------ |
| Avante        | 17                       |
| Cidadania     | 18                       |
| MDB           | 18                       |
| Patriota      | 17                       |
| PCdoB         | 15                       |
| PL            | 18                       |
| PODE          | 18                       |
| PROS          | 17                       |
| PRTB          | 15                       |
| PSB           | 16                       |
| PSD           | 3                        |
| PSDB          | 18                       |
| PSOL          | 1                        |
| PT            | 8                        |
| PTB           | 16                       |
| PV            | 15                       |
| Republicanos  | 19                       |
| Solidariedade | 18                       |
| Total         | 267                      |

## Candidatos

### Prefeito[2]
| Nome                      | Partido       | Número de Votos Válidos | Porcentagem |
| ------------------------- | ------------- | ----------------------- | ----------- |
| Rodrigo Falsetti (Eleito) | Cidadania     | 25.099 votos            | 36,61%      |
| Daniel Rossi              | PL            | 15.191 votos            | 22,16%      |
| Marçal                    | Solidariedade | 13.218 votos            | 19,28%      |
| Alex Tailândia            | Republicanos  | 10.206 votos            | 14,89%      |
| Coronel Costa             | PRTB          | 3.111 votos             | 4,54%       |
| Marcelo Costa             | PT            | 1.727 votos             | 2,52%       |

### Vereadores Eleitos[2]
| Nome                             | Partido      | Número de Votos Válidos |
| -------------------------------- | ------------ | ----------------------- |
| Guilherme De Sousa Campos        | Cidadania    | 2.538                   |
| Luciano Firmino Vieira           | PL           | 2.532                   |
| Adriano Luciano Rodrigues        | PL           | 1.925                   |
| Fernando José Sibila Marcondes   | MDB          | 1.899                   |
| Luiz Carlos Nogueira             | Cidadania    | 1.803                   |
| Judite De Oliveira               | PTB          | 1.795                   |
| Natalino Antonio Da Silva        | PSDB         | 1.567                   |
| Luís Zanco Neto                  | PL           | 1.422                   |
| Jeferson Luis Da Silva           | PSDB         | 1.366                   |
| Amarai De Oliveira Gomes         | PODE         | 1.161                   |
| Liliane Helena Barbosa Chiarelli | Republicanos | 730                     |